# Niccolò Cerbara
Niccolò Cerbara (anche Nicola) (Roma, 29 febbraio 1796 – Montepulciano, 28 giugno 1869) è stato un medaglista, incisore di gemme italiano.
Figlio d'arte, suo padre era Giovanni Battista Cerbara, uno dei migliori incisori e medaglisti romani del '700. Il fratello maggiore, Giuseppe, era anche lui incisore di medaglie e monete con bottega a Roma in Piazza di Spagna n. 9 mentre Nicola aveva bottega in Via di Sant' Angelo Custode n.26.
Nel periodo della seconda Repubblica Romana (1849) produsse i conii per le monete da 1/2, 1, 3, 4, 8, 16, 40 baiocchi. Dopo la restaurazione viene considerato collaboratore del Governo Repubblicano e discriminato; lasciò Roma per la Toscana dove morì nel 1869.
Il nome di Niccolò è fra quelli proposti come identità del misterioso incisore delle Gemme Poniatowski, una collezione di oltre 2.500 gemme incise in stile neoclassico.
I suoi conii continuarono a venire utilizzati per le monete papali dopo la rimozione della sua sigla o firma.

## Sigle
N. C., Nic. C. o Nic. Cerbara